# 杜泽洲
杜泽洲（1915年2月—2017年11月12日），四川达县人，中华人民共和国政治人物。

## 生平
1933年9月参加革命，1936年9月加入中国共产党。历任宣传员、班长（曾是张思德当年的老班长）、排长、指导员、教导员、团政委，北京卫戍区警卫一师政治部副主任、副政委、政委，北京卫戍区政治部副主任等职。2017年11月12日在北京逝世，享年102岁。